# Cacequi
Cacequi là một đô thị thuộc bang Rio Grande do Sul, Brasil. Đô thị này có diện tích 2370,016 km², dân số năm 2007 là 13630 người, mật độ 5,75 người/km².